# جیمز کش پنی
جیمز کش پنی (به انگلیسی: James Cash Penney) (زاده ۱۶ سپتامبر ۱۸۷۵ - درگذشته ۱۲ فوریه ۱۹۷۱) کارآفرین، بازرگان آمریکایی بود، که در سال ۱۹۰۲ شرکت جی. سی. پنی را تأسیس نمود.
جی. سی. پنی هم‌اکنون (۲۰۱۳) دارای شبکه‌ای از ۱٫۱۰۶ مرکز خرید و فروشگاه انواع پوشاک، کفش، لوازم آرایشی، کالاهای لوکس، جواهرات، لوازم خانگی و الکترونیکی در ایالات متحده آمریکا می‌باشد.